# Who Says You Can't Go Home?
«Who Says You Can't Go Home?» — en español: ¿Quién dice que no puedes ir a casa? — es una canción interpretada por la banda americana de rock Bon Jovi, para su noveno álbum de estudio Have a Nice Day (2005). La canción fue producida por John Shanks, Jon Bon Jovi y Richie Sambora, mientras que los dos últimos se encargaron de la escritura. Fue lanzado como segundo sencillo en Norteamérica en enero de 2006. En el resto del mundo, "Welcome to Wherever You Are" fue lanzado como el segundo sencillo, posteriormente Who Says You Can't Go Home fue el tercer sencillo internacional hasta junio de 2006.
La canción logró llegar a la posición 23 del Billboard Hot 100 en los Estados Unidos. En el Reino Unido, el sencillo llegó a la quinta posición y se convirtió en el segundo Top 10 del álbum. Una versión Country de la canción fue enviada a las radios estadounidenses, en colaboración con Jennifer Nettles, del dúo Sugarland. La versión contry llegó a las primeras posiciones de las listas estadounidenses de música Country.

## Videos musicales
El video musical de la versión country con Jennifer Nettles, lanzado el 24 de noviembre de 2005 y dirigido por el hermano de Jon, Anthony M. Bongiovi, presenta a voluntarios de Hábitat para la Humanidad, incluidos miembros de la Arena Football League de Filadelfia equipo propiedad en parte de Jon Bon Jovi, construyendo casas para familias de bajos ingresos y fue utilizado para promover a la organización. Ganó un premio al Mejor Video Colaborativo en los CMT Music Awards en 2006.
El rodaje del video musical de la versión regular, con un hombre disfrazado de perro, comenzó el 9 de marzo de 2006 en el concierto de Bon Jovi en el Glendale Arena en las afueras de Phoenix y continuó en el área de Los Ángeles. El video fue lanzado en la semana del 27 de marzo de 2006.  Fue dirigida por Jeff Labbé a través de @radical.media, captado por David Lanzenberg y editada por Steve Prestemon.

## Lista de canciones
CD1 y 7" Disco ilustrado Reino Unido 
1. "Who Says You Can't Go Home" (radio edit)
2. "Complicated" (live in Boston, Massachusetts, December 10, 2005)

CD2 Reino Unido
1. "Who Says You Can't Go Home"
2. "Last Man Standing" (live)
3. "Raise Your Hands" (live)
4. "Who Says You Can't Go Home" (video)

Descarga digital
1. "Who Says You Can't Go Home" (acoustic version) – 4:21

## Posicionamiento en listas
| Lista (2005–2006)                                             | Máxima posición |
| ------------------------------------------------------------- | --------------- |
| Alemania (Offizielle Deutsche Charts)                         | 54              |
| Austria (Ö3 Austria Top 40)                                   | 36              |
| Canadá (Canada AC)                                            | 19              |
| Canadá (Hot AC Top 30 Radio & Records)                        | 2               |
| Canadá (Rock Top 30 Radio & Records)                          | 25              |
| Escocia (Scottish Singles Sales Chart)                        | 9               |
| Eslovaquia (Rádio Top 100)                                    | 86              |
| Estados Unidos (Billboard Hot 100)                            | 23              |
| Estados Unidos (Adult Contemporary)                           | 8               |
| Estados Unidos (Adult Top 40)                                 | 5               |
| Estados Unidos (Hot Country Songs) A dúo con Jennifer Nettles | 1               |
| Estados Unidos (Mainstream Top 40)                            | 30              |
| Europa (Eurochart Hot 100)                                    | 15              |
| Irlanda (IRMA)                                                | 30              |
| Países Bajos (Dutch Top 40)                                   | 31              |
| Países Bajos (Mega Single Top 100)                            | 33              |
| Reino Unido (UK Singles Chart)                                | 5               |
| Suiza (Schweizer Hitparade)                                   | 57              |